# ミルピタス (カリフォルニア州)

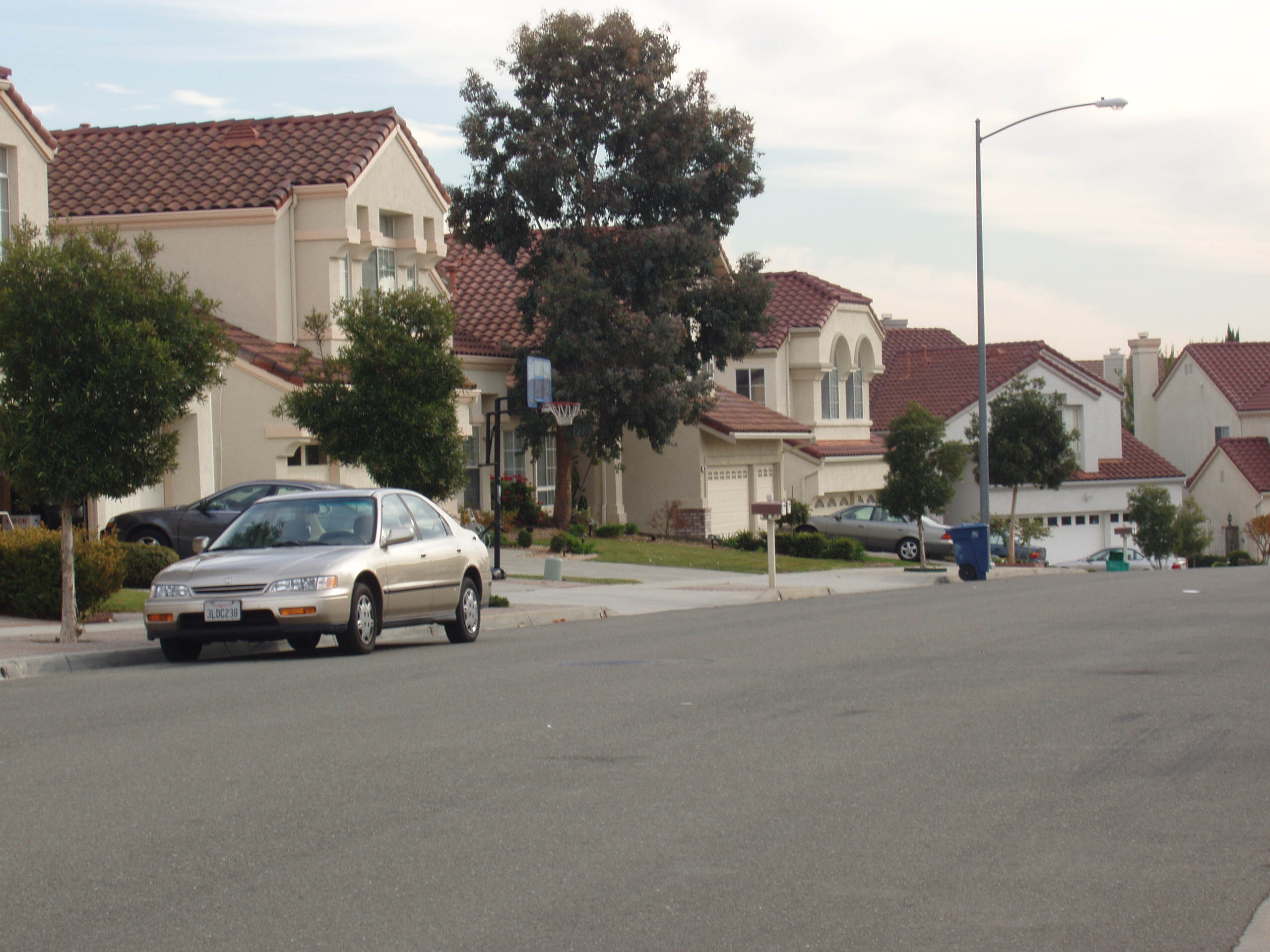
ミルピタスのKristinridge Wayの住宅街

サンタクララ郡内の位置

ミルピタス（Milpitas、英語発音: [mɪlˈpitəs]）は、アメリカ合衆国カリフォルニア州サンタクララ郡内にある都市である。人口は8万0273人（2020年）。1954年の誕生時は人口825人の農村だった。
アメリカのシリコンバレーの一角を占め、コンピューター技術などのハイテク産業が盛んである。そのせいもあり、世界中からたくさんの技術者が集まり、アジア系の住民数はアメリカ出身の人とほぼ同じくらいである。また、人種が多様なことから、文化や教育面も多様である。
尚、1970年代、地域おこしとして制作した映画「悪魔のゴミゴミモンスター」の製作地としてB級映画ファンには有名な場所であり、画面には1970年代の住民の生活の様子が描かれている。

## 歴史
ミルピタスという名前は、メキシコのスペイン語で「トウモロコシ畑」を意味する milpa（ナワトル語からの借用）に指小辞 -itas （複数形）がついた形である。メキシコ人のホセ・マリア・アルビソが1835年に18km2の広大な土地を払い下げられ、そこをランチョ・ミルピタスと呼んだのが現在の名前の起源になっている。

## 地理

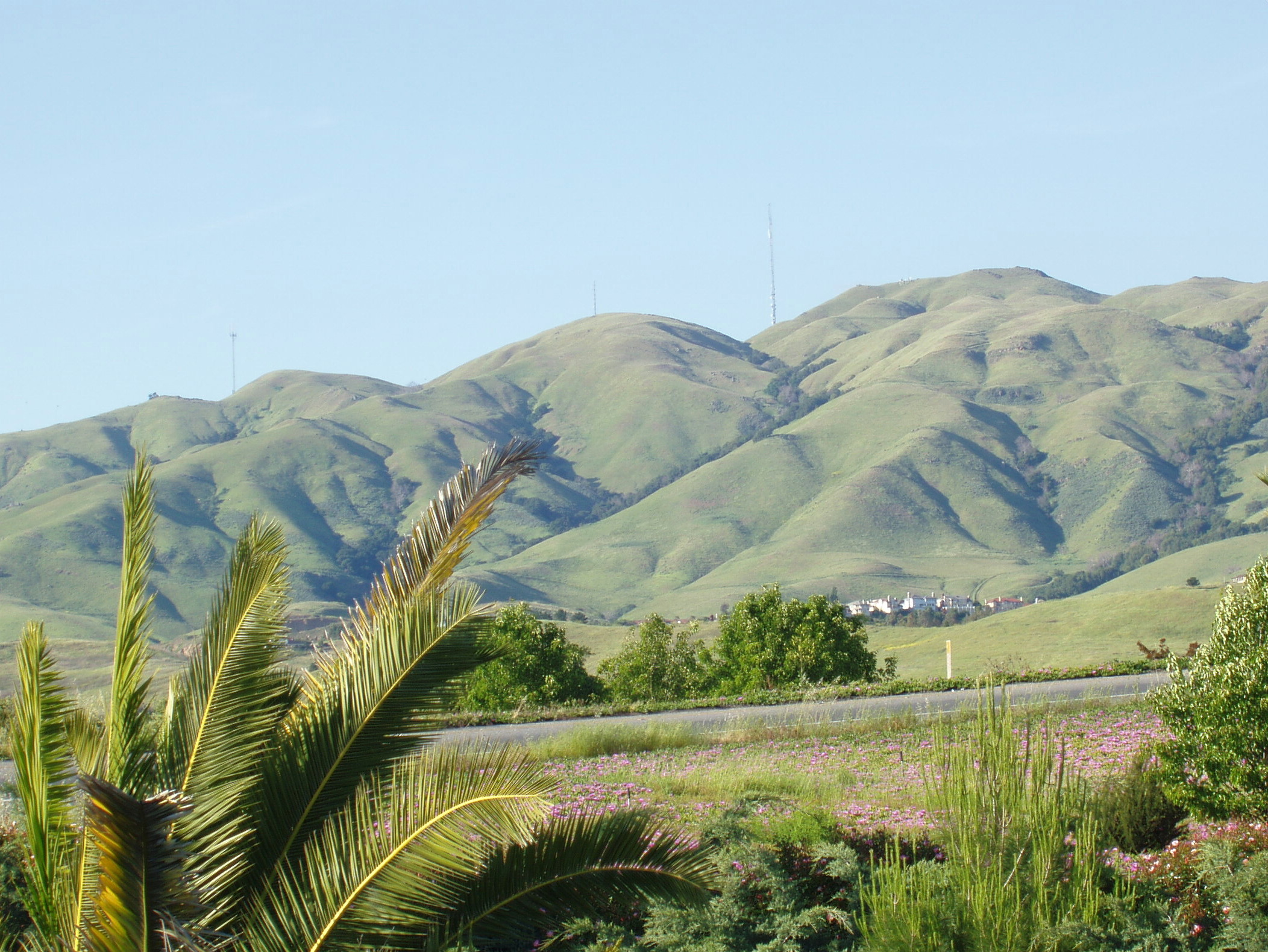
モニュメント・ピーク

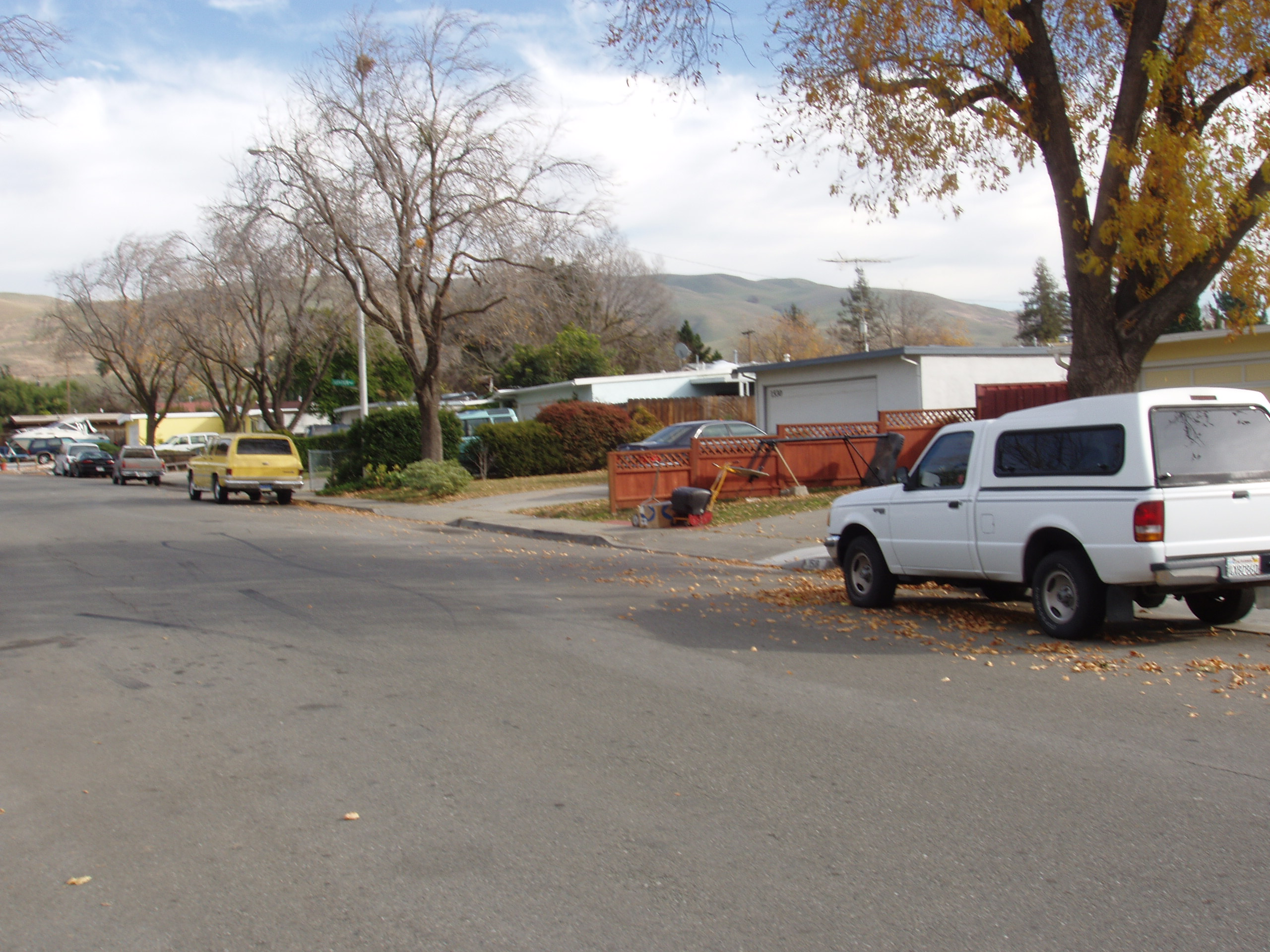
ミルピタス市内

ミルピタスは北緯37度26分5秒 西経121度53分42秒 / 北緯37.43472度 西経121.89500度 (37.434586, -121.895059)に位置している。この都市はサンフランシスコの南部、サンタクララ・バレーの南東部端にある 。 
アメリカ合衆国統計局によると、ミルピタスは総面積35.3 km² (13.6 mi²) である。このうち35.1 km² (13.6 mi²) が陸地で、0.44%の0.2 km² (0.1 mi²) が水域である。

### 気候
ミルピタスの気候は暖かく湿度が低く、雪や吹雪、ブリザードが起こったことがない。平均気温は15℃、年間降雨量は300mm前後と、降雨量も少なく、冬以外はめったに雨が降らない。

## 人口動勢
2000年の国勢調査で、ミルピタスは人口62,698人、17,132世帯、及び13,996家族が暮らしている。人口密度は1,785.2/km2 (4,622.9/mi2) である。494.4/km2 (1,280.3/mi2) の平均的な密度に17,364軒の住宅が建っている。この都市の人種的な構成は白人30.87%、アフリカン・アメリカン3.66%、先住民0.62%、アジア51.81%、太平洋諸島系0.63%、その他の人種7.48%、及び混血4.94%である。ヒスパニックまたはラテン系は人口の16.61%である。
この都市内の住民は24.6%が18歳未満の未成年、18歳以上24歳以下が9.5%、25歳以上44歳以下が38.0%、45歳以上64歳以下が20.9%、及び65歳以上が7.0%にわたっている。中央値年齢は33歳である。女性100人ごとに対して男性は110.8人である。18歳以上の女性100人ごとに対して男性は111.4人である。
この都市の世帯ごとの平均的な収入は84,429米ドルであり、家族ごとの平均的な収入は84,827米ドルである。男性は51,316米ドルに対して女性は36,681米ドルの平均的な収入がある。この都市の一人当たりの収入 (per capita income) は27,823米ドルである。18歳未満の5.5%及び65歳以上の6.4%を含む、家族の約3.3%及び人口の5.0%は貧困線以下である。

## 経済
コンピューター機器工場及びソフトウェアー制作のコンピューター産業がミルピタス市内で最大な働き口となっている。アジア系アメリカ人の50以上がコンピューター産業で雇用されている。
ミルピタス市はサンディスク、マックストア、パーム、LSIコーポレーション、Sipex、Solectron及びアダプテックの本拠地である。Quantum、シスコシステムズ、アバイア、KLA Tencor、シーゲイト・テクノロジー、w:LifeScan、そしてシマンテックを含む、多くの他の会社がミルピタス市内に主要な事務所を置いている。クリエイティブテクノロジーのよく知られたアメリカ子会社、Creative Labs はミルピタス市内に本拠を置いている。
商業では巨大なショッピングセンターのグレートモールや、アジア系の店を主としたミルピタス・スクエアなどがよく知られている。

## 教育
主要記事：Milpitas Unified School District

## 交通
幹線道路州道237号線、680号線、そして880号線はミルピタスからベイエリアの後ろへつながっている。州間高速道680号線及び880号線は北がFremont並びに南がサンノゼのダウンタウンに向かっている。一方、州道237号線はミルピタスを起点に西のサニーベイルとマウンテンビュー方向に行くことができる。
サンタクララバレー交通局 (VTA) はライトレール（高速輸送）及び公共輸送用にバスを運行している。ミルピタス市内のVTA バス路線は46、47、66、70、71、77番である。
ミルピタス市に近い空港はノーマン・Y・ミネタ・サンノゼ国際空港 (SJC) 並びに小型自家用飛行機向けに最近できた、イーストサンノゼのReid-Hillview 空港である。ミルピタス市は北西部端でサンフランシスコ湾と隣接しているが、その地域は船及びボートで行くことができない。

## 姉妹都市・提携都市
- 日本 つくば市